# Святое (озеро, Чашникский район)
Свято́е — озеро в Чашникском районе Витебской области Белоруссии. Относится к бассейну реки Лукомка.

## Описание
Озеро расположено в 15 км к югу от города Чашники, рядом с деревней Слободка.
Площадь зеркала составляет 0,12 км², длина — 0,6 км, наибольшая ширина — 0,25 км, длина береговой линии — 1,45 км.
Котловина озера вытянута с юго-запада на северо-восток. Склоны крутые, высотой до 20—25 м. Южный и юго-западный склоны пологие, высотой 6—10 м. Береговая линия слабоизвилистая. Берега, склоны котловины и окружающая местность поросли кустарником и редколесьем. С юго-востока к озеру примыкает заболоченная пойма шириной до 50 м.
Озеро Святое соединяется с заливом в северной части Лукомского озера длинной узкой протокой, примыкающей с южной стороны. С северной стороны впадает небольшой ручей.
Ихтиофауну представляют окунь, плотва, лещ, щука и другие виды рыб. Разрешена подводная охота.